# Liste der Monuments historiques in Mamirolle
Die Liste der Monuments historiques in Mamirolle führt die Monuments historiques in der französischen Gemeinde Mamirolle auf.

## Liste der Objekte
| Bezeichnung             | Beschreibung                                        | Standort                                  | Kennzeichnung | Schutzstatus | Datum | Bild |
| ----------------------- | --------------------------------------------------- | ----------------------------------------- | ------------- | ------------ | ----- | ---- |
| Kanzel                  | Holz, 18. Jahrhundert                               | Mamirolle, in der Kirche St-Pierre (Lage) | PM25001563    | Classé       | 1992  |      |
| Skulptur eines Apostels | Holz, farbig gefasst und vergoldet, 18. Jahrhundert | Mamirolle, in der Kirche St-Pierre (Lage) | PM25002213    | Inscrit      | 1981  |      |
| Prozessionslaterne      | Metall, Glas, 18. Jahrhundert                       | Mamirolle, in der Kirche St-Pierre (Lage) | PM25002214    | Inscrit      | 1982  |      |